# Пшибиславиці (Люблінське воєводство)
Пшибиславиці (пол. Przybysławice) — село в Польщі, у гміні Ґарбув Люблінського повіту Люблінського воєводства.
Населення — 838 осіб (2011).
У 1975-1998 роках село належало до Люблінського воєводства.

## Демографія
Демографічна структура станом на 31 березня 2011 року:
|          | Загалом | Допрацездатний вік | Працездатний вік | Постпрацездатний вік |
| -------- | ------- | ------------------ | ---------------- | -------------------- |
| Чоловіки | 423     | 127                | 242              | 54                   |
| Жінки    | 415     | 93                 | 221              | 101                  |
| Разом    | 838     | 220                | 463              | 155                  |